# تصنيع (نشاط)

أثر التصنيع في زيادة معدّلات الدخل منذ عام 1500، حيث يّظهر الرسم الناتج المحلي الإجمالي (وفقًا لمعدّلات القدرة الشرائية للفرد الواحد فيما بين عامي 1500 و1950 بالدولار العالمي لعدد من الدول.

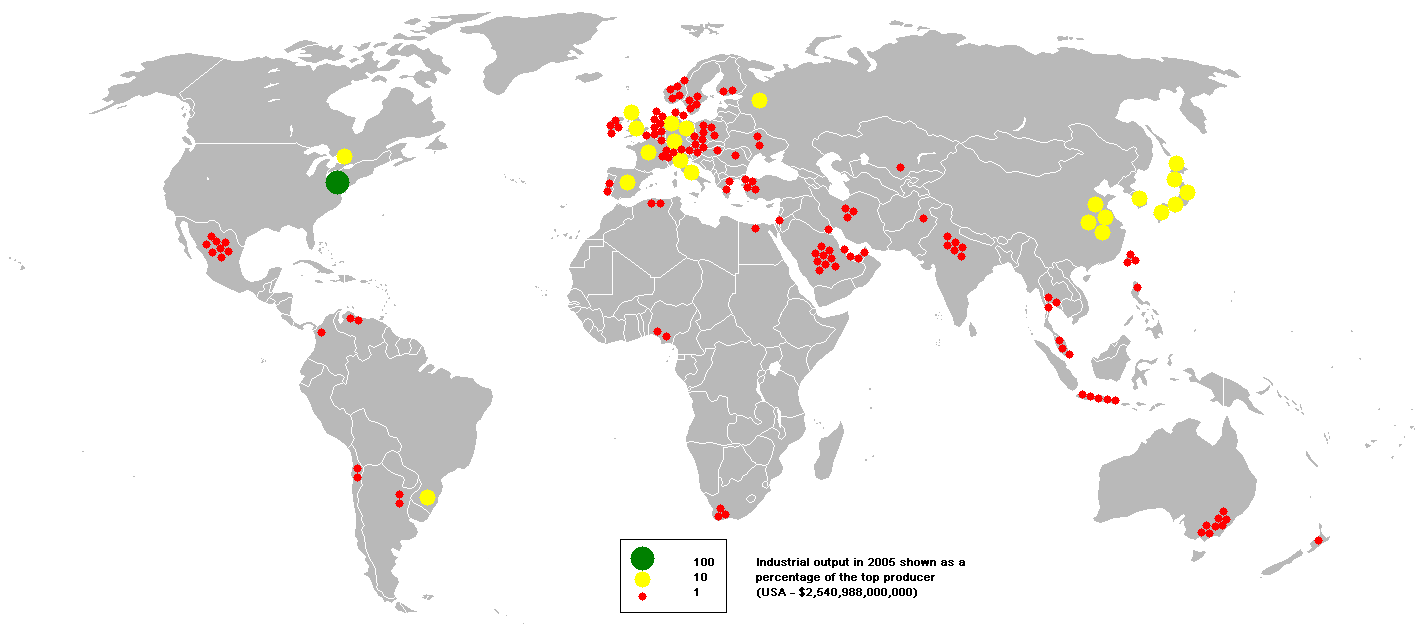
خريطة توضّح توزيع الناتج الصناعي العالمي لعام 2005، بالمقارنة بالإنتاج الصناعي لأعلى الدول إنتاجًا في ذلك الوقت، الولايات المتحدة الأمريكية.

يشير مصطلح التصنيع لفترة تحوّل جماعة من الناس اجتماعيًا واقتصاديّا من مجتمع زراعي لمجتمع صناعي وما يترتب عليه من إعادة هيكلة اقتصادية شاملة لخدمة أغراض التصنيع، مما يؤدي لزيادة دخل الفرد العامل، علاوة على إنشاء أسواق جديدة للسلع الإستهلاكية والخدمات المختلفة لإعطاء دفعة قوية للاستثمار الصناعي والنمو الاقتصادي.

## خلفية
تُعد الثورة الصناعية أولى أشكال التحوّل من الاقتصاد الزراعي إلى لاقتصاد الصناعي، وذلك منتصف القرن التاسع عشر وحتى بدايات القرن التاسع عشر في مناطق مُعيّنة بأوروپا وأمريكا الشمالية؛ حيث بدأت في المملكة المتحدة وتبعها كل من بلجيكا وألمانيا وفرنسا فيما عُرف لاحقًا بالثورة الصناعية الأولى.
بينما تشير الثورة الصناعية الثانية للتغييرات الناتجة عن التعديلات المُدخلة على مُحرّكات البخار منتصف القرن التاسع عشر، واختراع محركات الاحتراق الداخلي وتسخير الكهرباء وشق القنوات ومد خطوط السكك الحديدية وخطوط توصيل الكهرباء، كما أعطى إنشاء خطوط التجميع دفعة قوية لتلك المرحلة.
ومع نهاية القرن العشرين، برزت دول شرق أسيا كأحدث المناطق الصناعية في العالم.

## التبعات الاجتماعية

### التمدد الحضري
أدى تركيز العمل في المصانع لقيام المجتمعات الحضرية لتسكين وخدمة العمّال.

### استغلال المصادر
حيث يتطلّب استغلال المصادر ترك العُمّال لذويهم والانتقال للمدن الصناعية.

### تغيير الهيكل العائلي
بيّن عالم الاجتماع الأمريكي تالكوت پارسونز إلى التغيرات الطارئة على الهيكل العائلي في أعقاب الثورة الصناعية، حيث أشار لوجود نموزج الأسرة الممتدة في المجتمعات المختلفة قُبيل الثورة الصناعية، حيث بقت العائلة نفسها، ولأجيال مُتعاقبة، في نفس المكان، على عكس المجتمعات الصناعية الذي يطغى فيه نموزج الأسرة النواة؛ المكوّنة عادةً من الأبوين والأبناء الناشئين؛ وهي عائلات أكثر حركة، تسعى للتنقّل والترحال إلى الأماكن التي تتوافر بها فُرص العمل، مما أدى لزوال الروابط الأسرية الممتدة.

## الوضع الحالي

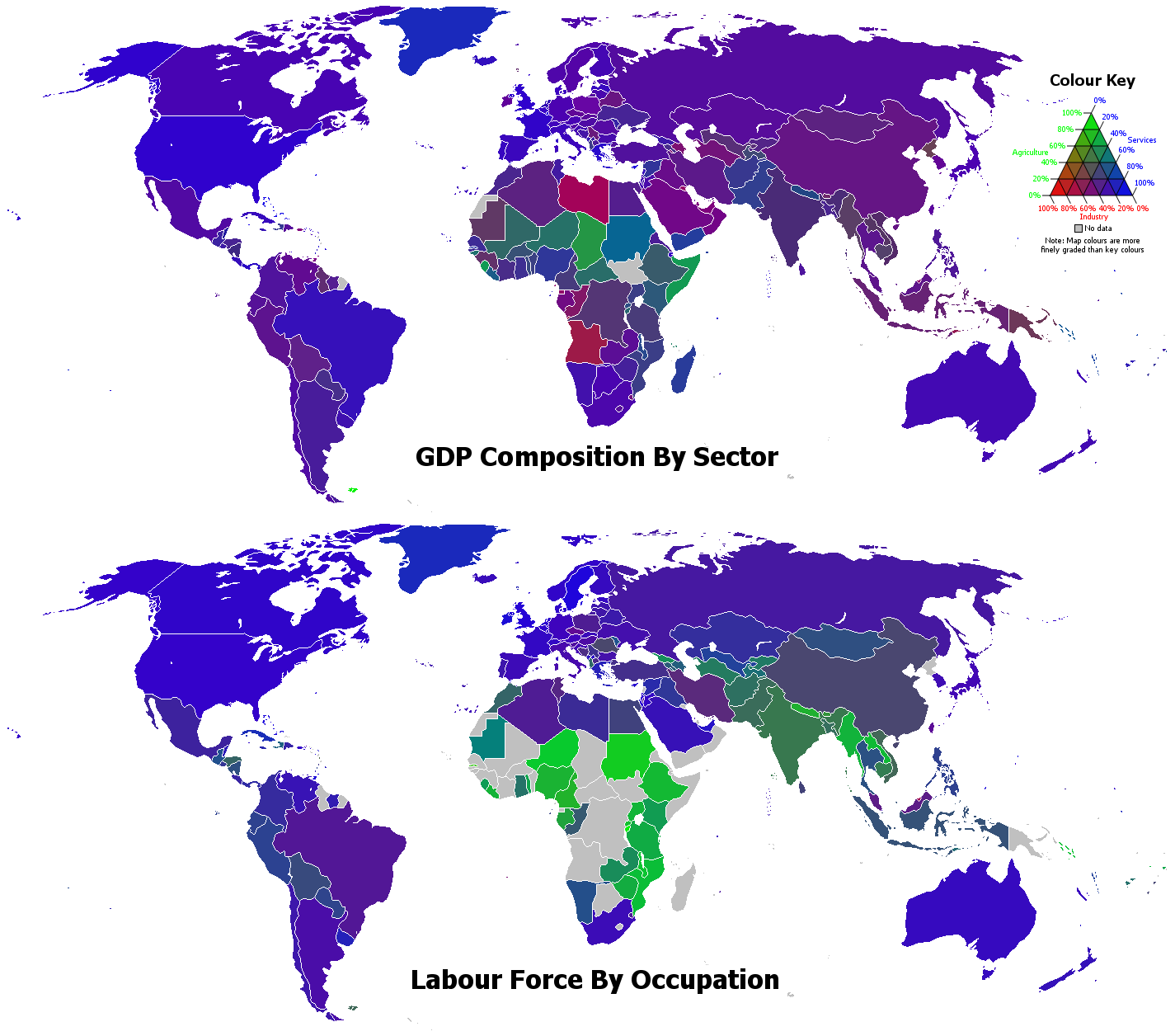
خريطة توضّح الناتج المحلي الإجمالي بحسب القطاعات الإنتاجية (أعلى)، وأخرى توضّح توزيع القوى العاملة بحسب الوظائف (أسفل)، وتشير الألوان الأخضر، والأحمر، والأزرق على الخريطة للنشاطين الزراعي والصناعي وقطاع الخدمات على الترتيب.

يقوم مجتمع التنمية الدولية العالمي حاليًا، والمتمثل في البنك الدولي، ومنظمة التعاون الاقتصادي والتنمية بالإضافة للعديد من منظمات هيئة الأمم المتحدة والمنظمات الدولية الأخرى، بدعم السياسات التنموية كتنقية المياة، والتعليم الأساسي، والسياسات التعاونية بين دول العالم الثالث المُختلفة، على الرغم من ثقة بعض الدول الصناعية الكبرى من عدم ملائمة السياسات التصنيعية لدول الجزء الجنوبي من العالم والمعروفة مجازًا بدول العالم الثالث، أو ذات أية فائدة على المدى الطويل، حيث لن تتمكن هذه السياسات سوى من خلق صناعات محلية عديمة الكفاءة، غير قادرة على المنافسة في إطار تفعيل سياسات التجارة الحرة نفسها.
إضافة إلى ذلك العلاقات المتشابكة بين النمو الاقتصادي والتوظيف والحد من مستوى الفقر، إذ تُعد سياسات زيادة الإنتاج سببًا في زيادة معدلات البطالة والحد من فرص العمل، علاوة على الاختلافات المتعددة بين القطاعات الإنتاجية المختلفة؛ حيث يعجز القطاع الصناعي عن تحقيق التوافق بين زيادة الإنتاج وتوفير فرص العمل، بعكس قطاع الخدمات القادر على تحقيق معدلات توافقية أعلى.
ويُعتبر أكثر من 40% من العُمّال في العالم عُمّالًا فقراء، إذ يعجزون عن توفير دخلًا يوميًا يضعهم وأُسرهم فوق حد الفقر والمُقدّر بتوفير دخل يومي يوازي واحد ونصف دولارًا أمريكيًا، علاوة على ظاهرة التصفية الصناعية التي شهدتها دول الاتحاد السوڤۑتي السابق أعقاب تحوّلها لاقتصاد السوق وما ترتّب عليه من زيادات معدلات البطالة وتوجّه العاطلين عن العمل للقطاع الزراعي.

## طالع أيضًا
- تقسيم العمل
- تصفية صناعية
- دولة صناعية جديدة
- تمدد حضري
- فكرة التطوير